# Marie-Gustave-Victor-René-Alfred Texier
Marie-Gustave-Victor-René-Alfred Texier, francoski general, * 1882, † 1978.